# Ledothamnus parviflorus
Ledothamnus parviflorus är en ljungväxtart som beskrevs av Henry Allan Gleason. Ledothamnus parviflorus ingår i släktet Ledothamnus och familjen ljungväxter. Inga underarter finns listade i Catalogue of Life.